# Bình Đông (huyện)

Bình Đông

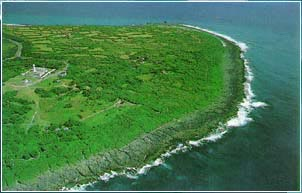
Mũi Nga Loan ở Hằng Xuân là cực nam của đảo Đài Loan

Huyện Bình Đông (屏東縣, Pingtung) là huyện tận cùng phía nam của hòn đảo Đài Loan. Toàn huyện rộng 2.775,6003 km², là huyện rộng thứ 5 trong các huyện của Đài Loan. Dân số tại thời điểm tháng 6 năm 2007 là 890.753 người, là huyện đông dân thứ 10 ở Đài Loan.
Trực thuộc huyện có 1 thành phố huyện lỵ (Bình Đông), 3 trấn (Triều Châu, Đông Cảng và Hằng Xuân) và 29 hương.
Trong huyện có 4 cơ sở giáo dục bậc đại học (Đại học Sư phạm Công lập Bình Đông, Đại học Kỹ thuật Công lập Bình Đông, Đại học Kỹ thuật Đại Nhân,...) và 3 cơ sở nghiên cứu khoa học.
Vườn Quốc gia Khẩn Đinh ở huyện này là vườn quốc gia nổi tiếng và đầu tiên ở Đài Loan.

## Hành chính
| Đơn vị hành chính      | Tên         | Tiếng Trung | Tiếng Phúc Kiến | Tiếng Khách Gia | Ngôn ngữ Đài Loan        |
| ---------------------- | ----------- | ----------- | --------------- | --------------- | ------------------------ |
| Thành phố              | Bình Đông   | 屏東市      | Pîn-tong        | Phìn-tûng       |                          |
| Trấn                   | Triều Châu  | 潮州鎮      | Tiô-chiu        | Tshèu-chû       |                          |
| Trấn                   | Đông Cảng   | 東港鎮      | Tang-káng       | Tûng-kóng       |                          |
| Trấn                   | Hằng Xuân   | 恆春鎮      | Hêng-chhun      | Hèn-tshûn       |                          |
| Hương                  | Trường Trị  | 長治鄉      | Tióng-tī        | Tshòng-tshṳ     |                          |
| Hương                  | Xa Thành    | 車城鄉      | Chhia-siâⁿ      | Tshâ-sàng       |                          |
| Hương                  | Phương Liêu | 枋寮鄉      | Pang-liâu       | Piông-liàu      |                          |
| Hương                  | Phương Sơn  | 枋山鄉      | Pang-soaⁿ       | Piông-sân       |                          |
| Hương                  | Cao Thụ     | 高樹鄉      | Ko-chhiū        | Kô-su           |                          |
| Hương                  | Giai Đông   | 佳冬鄉      | Ka-tang         | Kâ-tûng         |                          |
| Hương                  | Cửu Như     | 九如鄉      | Kíu-jû          | Kiú-yì          |                          |
| Hương                  | Khám Đính   | 崁頂鄉      | Khàm-téng       | Kham-táng       |                          |
| Hương                  | Lí Cảng     | 里港鄉      | Lí-káng         | Lî-kóng         |                          |
| Hương                  | Lâm Biên    | 林邊鄉      | Nâ-piⁿ          | Lìm-piên        |                          |
| Hương                  | Lân Lạc     | 麟洛鄉      | Lîn-lo̍k         | Lìm-lo̍k         |                          |
| Hương                  | Lưu Cầu     | 琉球鄉      | Liû-khiû        | Liù-khiù        | Lamay Island             |
| Hương                  | Mãn Châu    | 滿州鄉      | Bóan-chiu       | Mân-chû         | ManutsuruTiếng Paiwan    |
| Hương                  | Nam Châu    | 南州鄉      | Lâm-chiu        | Nàm-chû         |                          |
| Hương                  | Nội Phố     | 內埔鄉      | Lāi-po͘          | Lui-phû         |                          |
| Hương                  | Vạn Đan     | 萬丹鄉      | Bān-tan         | Van-tân         |                          |
| Hương                  | Vạn Loan    | 萬巒鄉      | Bān-loân        | Van-lòng        |                          |
| Hương                  | Tân Bì      | 新埤鄉      | Sin-pi          | Sîn-phî         |                          |
| Hương                  | Tân Viên    | 新園鄉      | Sin-hn̂g         | Sîn-yèn         |                          |
| Hương                  | Diêm Phố    | 鹽埔鄉      | Iâm-po͘          | Yâm-phû         |                          |
| Hương                  | Trúc Điền   | 竹田鄉      | Tek-chhân       | Tsuk-thièn      |                          |
| Hương thổ dân vùng núi | Xuân Nhật   | 春日鄉      | Chhun-ji̍t       | Tshûn-ngit      | KasugaguTiếng Paiwan     |
| Hương thổ dân vùng núi | Lai Nghĩa   | 來義鄉      | Lâi-gī          | Lòi-ngi         | RaiTiếng Paiwan          |
| Hương thổ dân vùng núi | Mã Gia      | 瑪家鄉      | Má-ka           | Mâ-kâ           | MakazayazayaTiếng Paiwan |
| Hương thổ dân vùng núi | Mẫu Đơn     | 牡丹鄉      | Bó͘-tan          | Méu-tân         | SinvaudjanTiếng Paiwan   |
| Hương thổ dân vùng núi | Tam Địa Môn | 三地門鄉    | Soaⁿ-tē-mn̂g     | Sâm-thi-mùn     | TimurTiếng Paiwan        |
| Hương thổ dân vùng núi | Sư Tử       | 獅子鄉      | Sai-chú         | Sṳ̂-é            | SisiguTiếng Paiwan       |
| Hương thổ dân vùng núi | Thái Vũ     | 泰武鄉      | Thài-bú         | Thai-vú         | KlaljucTiếng Paiwan      |
| Hương thổ dân vùng núi | Vụ Đài      | 霧臺鄉      | Bū-tâi          | Vu-thòi         | VedaiTiếng Rukai         |